# Diocèse d'El Paso

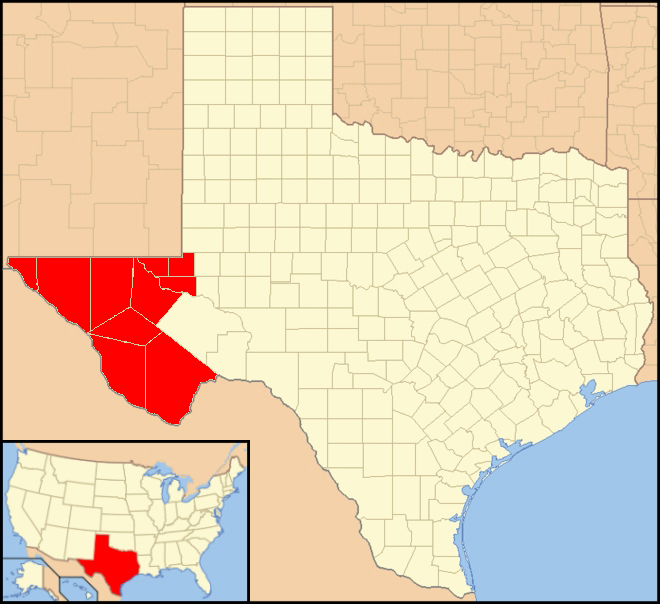
Carte du diocèse.

Le diocèse d'El Paso (Dioecesis Elpasensis) est une circonscription ecclésiastique de l'Église catholique au Texas (États-Unis), suffragant de l'archidiocèse de San Antonio et appartenant à la région ecclésiastique XIII (AZ, CO, NM, UT, WY). Il comptait en 2013 un nombre de 689 549 baptisés sur 877 940 habitants. Il est actuellement gouverné par Mgr Mark Joseph Seitz.

## Territoire
Le diocèse couvre dix comtés de la partie occidentale du Texas : Brewster, Culberson, El Paso, Hudspeth, Jeff Davis, Loving, Presidio, Reeves, Ward et Winkler.
Le siège épiscopal se trouve à la cathédrale Saint-Patrick d'El Paso.
Le territoire est divisé en 57 paroisses.

## Histoire
À l'origine, le territoire actuel du diocèse (avant sa fondation) se trouvait sous la juridiction du très ancien diocèse de Mexico (établi le 2 septembre 1530 par Clément VII) et qui comprenait tous les territoires de la Nouvelle-Espagne.
Le diocèse d'El Paso est érigé le 3 mars 1914, recevant son territoire du diocèse de Dallas, du diocèse de San Antonio et du diocèse de Tucson.
Il cède des portions de territoire le 16 octobre 1961 et le 17 août 1982 au bénéfice du diocèse de San Angelo et du diocèse de Las Cruces.

## Ordinaires
- John J. Brown, jésuite, S.J. nommé en janvier 1915 démissionna en juin de la même année pour raison de santé, avant de recevoir l'ordination épiscopale ;
- Anthony J. Schuler, jésuite, (17 juin 1915 - 29 novembre 1942, démissionnaire ;
- Sidney M. Metzger (29 novembre 1942 - 17 mars 1978, démissionnaire ;
- Patrick Fernández Flores (4 avril 1978 - 23 août 1979, nommé archevêque de San Antonio) ;
- Raymundo J. Peña (29 avril 1980 - 23 mai 1994, nommé évêque de Brownsville) ;
- Armando X. Ochoa (1er avril 1996 - 1er décembre 2011, nommé évêque de Fresno (en)) ;
- Mark J. Seitz, depuis le 6 mai 2013.

## Statistiques
Le diocèse comptait à la fin de l'année 2013 une population de 877 940 personnes dont 689 549 baptisés catholiques (78,5% du total).
Il disposait alors de 111 prêtres (68 diocésains et 43 réguliers), soir d'un prêtre pour 6 212 fidèles, de 25 diacres permanents, 68 religieux et 118 religieuses pour 57 paroisses.